# Lake Leeb
Der Lake Leeb ist ein Gebirgssee im Westland District der Region West Coast auf der Südinsel von Neuseeland.

## Geographie
Der Lake Leeb befindet sich in den Thomson Range, rund 3,4 km westlich des Arawhata River und rund 5,5 km südöstlich des Jackson River. Der Lake Clarke als Nachbarsee ist nach 815 m in nordöstlicher Richtung zu finden. Mit einer Flächenausdehnung von 14,6 Hektar erstreckt sich der auf einer Höhe von 984 m liegende Lake Leeb über eine Länge von 710 m in Südsüdost-Nordnordwest-Richtung und misst an seiner breitesten Stelle 245 m. Der Umfang des Sees liegt bei rund 1,66 km.
Der See verfügt über wenige kleine Gebirgsbäche. Die Entwässerung des Lake Leeb findet an seinem nordwestlichen Ende über den Turnley Creek statt, der weiter nordwestlich in den Jackson River mündet.